# BLENDA
『BLENDA』（ブレンダ）は、角川春樹事務所が発売していた女性向けファッション雑誌。2020年、『BLENDA Japan』として再創刊された 

## 来歴
当初は「『Popteen』のお姉さんマガジン」の増刊号として発売されたが、2003年9月より独立・月刊化した。
2006年4月より音楽とファッションの融合プロジェクト｢Def Deeper｣を立ち上げ、アーティストライブとファッションショーからなるイベント「BLENDA PREMIUM Def Deeper'06」やInter FMでのレギュラー番組「BLENDA RADIO Def Deeper」、海の家「BLENDA BEACH Def Deeper」など、効果的なメディアミックスを手がける。
2014年8月7日発売の9月号をもって休刊した。
2020年6月1日、『BLENDA Japan』に誌名を改め、角川春樹事務所より発刊された

## 専属モデル

### 現行
- KAREN
- 松本優
- 金谷鞠杏
- 三橋観月
- HANJJI
- アダムス亜里咲

### BLENDA時代
休刊時点での在籍モデル。
- 荒木のぞみ
- 小泉梓
- 中野唯花
- 麻乃
- 吉田夏海
- ソンイ
- 長谷川唯
- 香川沙耶
- 脇田恵子
- Nana（AFTERSCHOOL）

## 過去の在籍モデル
- 今村理英
- Azusa
- 井出レイコ
- 扇田純
- 小塚麻央
- 佐藤あずみ
- 近藤里美
- 鈴木あや
- 高瀬洋子
- 武田真理子
- CHiE
- 東野佑美
- 藤倉幸子
- 星野香絵
- mai（里田まい）
- 山本彩夏
- 渡辺知夏子
- 小笠原令子

## 主な連載
- 彼に食べてもらう手料理を極める!「LOVE DISHつくっCIAO!」(料理研究家 ベリッシモ・フランチェスコ)
- 倖田來未 「Love Diary」

## 備考
- 『BLENDA』のプロデュースによるソーシャルゲーム『おしゃれドリームGO!GO!パリ』が2011年6月よりGREEから提供された。